# Vladimír Kostka
Vladimír Kostka (20. srpna 1922 Třebíč – 17. září 2009 Praha) byl hokejový teoretik, didaktik a trenér československého národního hokejového mužstva. Svůj život spojil s tělesnou výchovou, sportem a především s ledním hokejem.

## Život
Povolání pedagoga zahájil jako středoškolský profesor a později vyučoval na Tyršově ústavu pro tělesnou výchovu a sport v Praze. Vysokoškolské působení je spojeno se vznikem Institutu tělesné výchovy a sportu, který přešel jako Fakulta tělesné výchovy a sportu na Karlovu univerzitu. Pedagogicky působil na této fakultě nepřetržitě 35 let. Na katedře sportovních her řídil specializaci ledního hokeje, byl ředitelem trenérské školy, proděkanem a v letech 1973 – 1987 zastával funkci děkana. Intenzivně se odborně věnoval teorii sportovního tréninku v ledním hokeji, didaktice oboru, koordinoval výzkum a současně vedl praktickou výuku. Pojetí a výsledky jeho práce přispěly i k významnému postavení FTVS v mezinárodní organizaci vysokých škol AISEP.
Práci na vysoké škole vždy spojoval s dobrovolnou činností v ledním hokeji. Byla to jedinečná vazba teorie a praxe. Dlouhá léta vedl metodickou komisi Svazu ledního hokeje a současně byl i trenérem národního reprezentačního družstva. Preferoval týmovou práci a pracoval v trenérských dvojicích, nejdéle s dr. Zdeňkem Andrštem, Vladimírem Bouzkem a velmi úspěšně s Jaroslavem Pitnerem, se kterým prvně aplikoval strategii bránícího levého křídla, která přinesla československému hokeji mnoho úspěchů. Bilance trenérského působení u národního mužstva je mimořádně úspěšná. Celkem získal jako trenér nebo vedoucí mužstva 34 medailí, z toho 5 zlatých, 13 stříbrných a 16 bronzových. Za největší úspěch považoval titul mistrů světa v roce 1972, který Československo opět získalo po 23 letech. Nezapomenutelná jsou i vítězství nad mužstvem SSSR v roce 1969, která přesáhla společenským a politickým dopadem význam sportovního utkání.
Názory profesora Kostky na lední hokej jsou zachovány v bohaté publikační činnosti. Napsal 33 učebnic a vysokoškolských skript, publikoval 48 výzkumných statí a přes 200 odborných článků. Kniha Moderní hokej vyšla i v 6 zahraničních zemích.
Profesor Kostka byl dlouholetým předsedou Československého svazu ledního hokeje. Za jeho působnosti v čele ČSLH byl vypracován a do praxe uveden systém přípravy trenérů, který přispěl k vysoké úrovni metodické práce ve většině oddílů ledního hokeje. Při utváření trenérské komise Mezinárodní federace ledního hokeje IIHF se stal jejím členem. Přednesl řadu referátů na mezinárodních kongresech a sympoziích. Jako první český trenér byl v roce 1997 uveden do Síně slávy IIHF. V roce 2008 i do nově založené Síně slávy českého ledního hokeje. Obojí je významným oceněním zásluh prof. Vladimíra Kostky o rozvoj českého a světového ledního hokeje.
Vladimír Kostka zemřel 17. září 2009 v Praze.

## Ocenění
- člen Síně slávy IIHF (1997)
- člen Síně slávy českého hokeje (2008)